# Clementina Arderiu

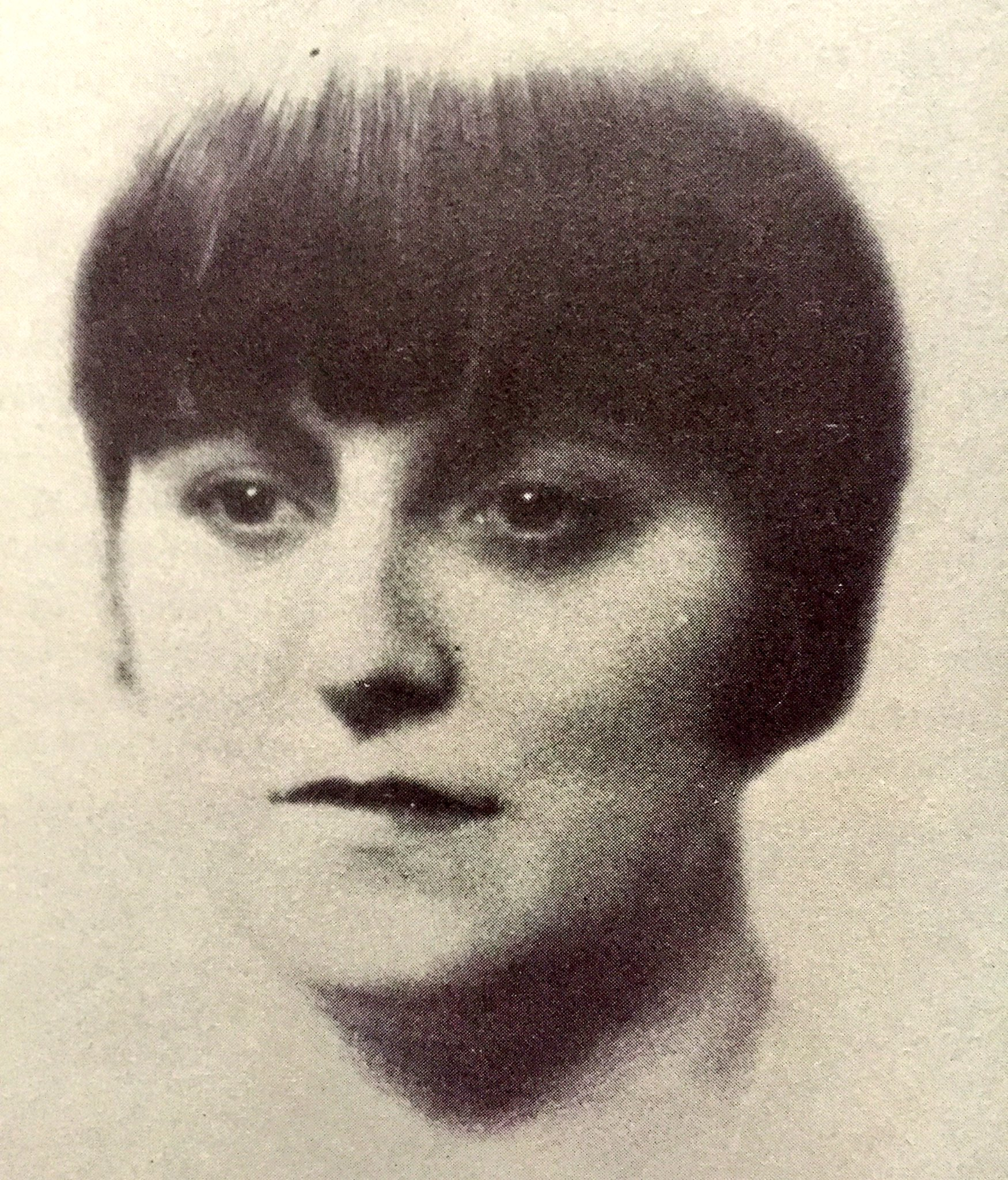
Clementina Arderiu

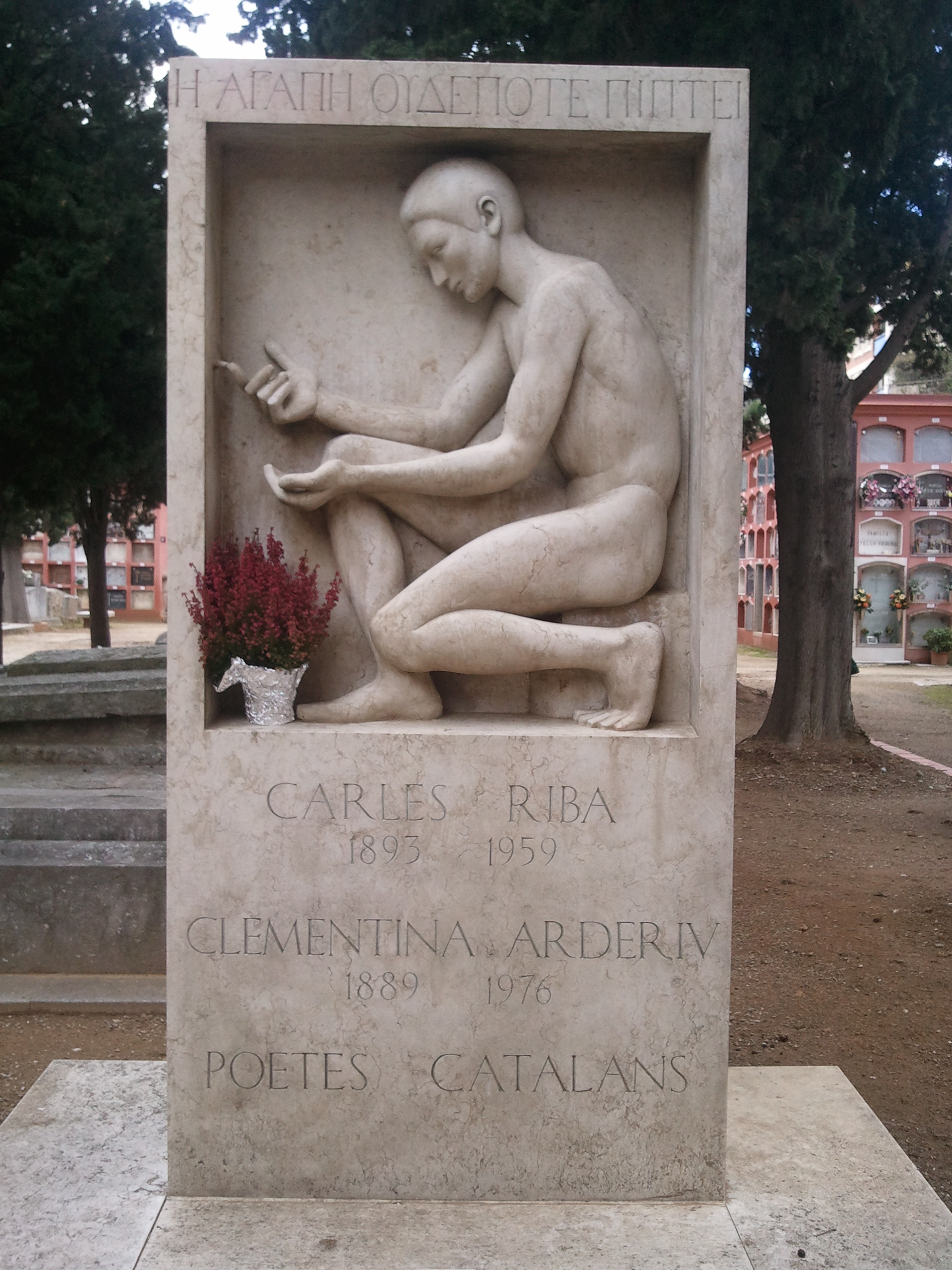
Grabmal auf dem Cementiri di Sarrià, Barcelona

Clementina Arderiu i Voltas (* 6. Juli 1889 in Barcelona; † 17. Februar 1976 ebenda) war eine spanische Dichterin in katalanischer Sprache.

## Leben
Clementina Arderiu i Saguela wurde in einer Familie von Silberschmieden in Barcelona geboren. Sie studierte Sprachen, Musik und Klavier und erlernte das Familienhandwerk.
Im Jahr 1911 veröffentlichte sie ihr erstes Gedicht. 1913 wurde sie in die Antologia de poetes catalans d'avui („Anthologie der katalanischen Dichter von heute“) der Zeitschrift L'Avenç aufgenommen. 1916 sammelte sie ihre Gedichte in einem ersten Buch: Cançons i Elegies („Lieder und Elegien“). Im selben Jahr heiratete sie den Dichter Carles Riba. 1920 veröffentlichte sie ihren zweiten Gedichtband L'alta llibertat mit den Gedichten seit ihrer Heirat.
Ihre frühe Dichtung ist beeinflusst von Josep Carner, Joan Maragall und ihrem späteren Ehemann. Ihre Poesie ist sehr kunstvoll und wird von Themen wie Glaube, Liebe, Freude, dem weiblichen Zustand und dem Tod beherrscht.
Ihr Werk entstand in der Zeit und im Kontext des Noucentisme, weist aber durch die Einbeziehung von Elementen der kultivierten und volkstümlichen katalanischen Tradition, des Symbolismus und der Avantgarde bereits Anklänge an die post-symbolistischen Entwicklungen der Zeit des Ersten Weltkriegs auf. Die für ihr Werk „emblematischste dichterische Form ist das Lied, während die Thematik zwischen Liebe, einer gewissen religiösen Stimmung und Weiblichkeit schwankt“. Ihre Gedichte neigen zu einer Idealisierung des Alltagslebens.
Während des Spanischen Bürgerkriegs lebte sie mit ihrem Mann in Frankreich im Exil, kehrte aber 1943 nach Barcelona zurück.  1938 gewann sie den Premi Joaquim Folguera mit Siempre y ahora („Immer und Jetzt“), das 1946 veröffentlicht und in der 1952 erschienenen Ausgabe ihrer gesammelten Werke (Poesies completes) erweitert aufgenommen wurde.
In den 1950er Jahren gingen sie erneut auf Reisen. Aus ihren Aufenthalten in Deutschland und England entstand die Gedichtsammlung Es decir (1958), die mit dem Premio Ossa Menor (1958) und dem Premio Lletra d'Or (1960) ausgezeichnet wurde.
Arderiu starb 1976 und ist mit ihrem Mann auf dem Cementiri di Sarrià in Barcelona beerdigt.

## Publikationen
Ihre Werke wurden schon zu ihren Lebzeiten dreimal in unterschiedlichen Sammlungen herausgegeben, darunter:
- Cançons i elegies, 1916
- L'alta llibertat, 1920
- Poemes, 1936
- Sempre i ara, 1946
- Poesies completes, 1952
- És a dir, 1968
- L’esperança encara, 1968